# Сърбия по време на Втората световна война
Недичева Сърбия е марионетна прогерманска държава под ръководството на генерал Милан Недич, създадена след разгрома на Кралска Югославия във Втората световна война.

## Териториален обхват
Територията на Сърбия по онова време заема по-голямата част от днешна Централна Сърбия, Северно косово и Сръбски Банат от днешна Войводина - без територите на западните покрайнини контролирани от България по  Ньойския договор от 1919 г. и област Санджак.
Първоначално територията на остатъчна Сърбия е разделена на три бановини – Дунавска бановина с частта от Банат от Войводина, град Белград, Моравска бановина и Дринска бановина.

## Управление
След капитулацията на Югославия в Сърбия е установено германско военно управление. На 1 май 1941 г. е формирано временно правителство начело с началника на белградската полиция Милан Ачимович. На 29 август 1941 г. е създадено правителство на националното спасение на Милан Недич - бивш началник на югославския Генерален щаб и министър на армията и флота. По-късно по-голямата част от територията ѝ е окупирана от българската армия, чийто щаб се помещава в Нишка баня.

## Депортация на евреите
След крагуевския октомври до края на 1941 г. от Сърбия е депортирано еврейското население в съответствие с политиката на Третия райх. Информация, изпратена в Берлин, удостоверява, че след август 1942 г. Сърбия е първата страна в Европа прочистена от евреи.
Малкото останали евреи се присъединяват към Титовите партизани и продължават борбата на територията на т.н. Независима хърватска държава (в днешна Босна и Херцеговина и Хърватия), Черна гора и Далмация.

## В края на войната
През октомври 1944 г. при настъплението на Червената армия, подкрепяна от Българската народна армия на новото правителството на Отечествения фронт и комунистическите партизани, свалят правителството на Милан Недич в Белград, и е заменено с друго, доминирано от Титовите партизанин. Самият Милан Недич бяга с отеглящите се германски войски и сили на СС в Словения където през май 1945 г. е заловен и се предава на британците.
- Остатъчна Сърбия на бановини от преди навлизането на българската армия
- Сърбия през 1941 г.
- Сърбия през 1941 – 1944 г.
- Сърбия през 1941 – 1944 г. по окръзи със срезове